# 로스네프테가스
로스네프테가스(러시아어: Роснефтегаз)는 석유와 가스 산업의 자산을 관리하는 러시아의 지주회사이다. 로스네프테가스의 주식 100%는 연방국유재산관리청의 소유이다.